# Gianni Williams
Gianni Williams, all'anagrafe Giovanni Williams (Lugano, 20 settembre 1941 – Fiano Romano, 12 febbraio 2012), è stato un attore e doppiatore italiano, attivo anche in teatro e in televisione.
Particolarmente attivo negli anni ottanta con il Gruppo Trenta sotto la direzione di Renato Izzo, ricevette la menzione speciale della Giuria al Festival Voci nell'Ombra 1999 (ex aequo con Barbara De Bortoli)

## Cinema
- Il vizio ha le calze nere, regia di Tano Cimarosa (1975)
- Assisi Underground (The Assisi Underground), regia di Alexander Ramati (1985)
- La prima volta, regia di Massimo Martella (1999)

## Teatro
- Forbici follia, regia di Gianni Williams
- Il vantone, regia di Luigi Squarzina
- Il volpone, regia di Luigi Squarzina
- Arlecchino e gli altri, regia di Ferruccio Soleri
- Se devi dire una bugia dilla grossa, regia di Pietro Garinei

## Televisione
- Casa Vianello
- Il maresciallo Rocca
- Sotto il cielo dell'Africa
- Il Papa buono

## Doppiaggio

### Film
- George Takei in Star Trek II - L'ira di Khan, Star Trek III - Alla ricerca di Spock
- Billy Bob Thornton in Soldi sporchi
- Nicholas Clay in Excalibur
- John Malkovich in Urla del silenzio
- Randy Quaid in Kingpin
- Bill Paxton in La donna esplosiva
- James Remar in 48 ore
- Joe Grifasi in Chi più spende... più guadagna!
- James Tolkan in Un poliziotto fuori di testa
- Brad Dourif in Dune
- Austin Pendleton in Funny Money - Come fare i soldi senza lavorare
- Dan Lauria in Sorveglianza... speciale
- Art Malik in Wolfman
- David Hayman in Sid & Nancy
- John Larroquette in Il cavaliere del male
- Brent Jennings in Witness - Il testimone
- Scott Paulin in Uomini veri
- David Bowie in Tutto in una notte
- Lee Ving in Flashdance, Signori, il delitto è servito
- Alan Haufrect in Footloose
- Joe Pantoliano in Risky Business - Fuori i vecchi... i figli ballano
- Ian Hart in Sherlock Holmes ed il caso della calza di seta
- Valentine Pelka in King David
- Anthony Higgins in Piramide di paura
- Anthony Stewart Head in Una preghiera per morire
- Dwight Yoakam in Hollywood Homicide
- Willie Garson in Out Cold
- Russell Todd in L'assassino ti siede accanto
- William H. Macy in Il venditore dell'anno
- Robert Carlyle in Ballroom Dancing
- Massimo Russo in Cicciabomba
- Tom Cruise in Amore senza fine
- Raynor Scheine in Un sogno, una vittoria
- Ron Recasner in 2010 - L'anno del contatto
- Oliver Stokowski in The Experiment - Cercasi cavie umane

### Film d'animazione
- Sospirello in Taron e la pentola magica
- Il drago ne Il drago riluttante

### Televisione
- Timothy Busfield in In famiglia e con gli amici
- David Eisner in Blue Murder
- Paul Dillon in Millennium
- Michael Spound in Hotel

### Cartoni animati
- Puffo Golosone in I Puffi
- Puffo Burlone in I Puffi
- Ciuffino in Gli Snorky